# Foroni
A Foroni é uma papelaria fundada em 1924, em São Paulo, pelo casal de jovens imigrantes italianos, Yolanda e Primo Foroni.
A empresa nasceu como uma pequena fábrica de blocos e cadernetas. Teve grande crescimento nos anos 70, quando passou a fabricar livros contábeis e fiscais. Até então com vendas voltadas majoritariamente para o ambiente corporativo, nos anos 90 a Foroni passa a oferecer um portifólio para usuários domésticos, sobretudo estudantes, com produção de agendas e caderno escolares de diversas linhas de licenciamento, como personagens da Disney, Mattel, Warner, Cartoon Network e outros.
Em 2019 a Foroni foi incorporada ao grupo ACCO Brands.